# Стемонитовые (порядок)
Стемонитовые (лат. Stemonitales) — порядок миксомицетов, широко распространённый в природе.
Stemonitales — название этого порядка согласно Международному кодексу ботанической номенклатуры. В зоологии и протистологии известны как отряд Stemonitida.
Традиционно в этом порядке выделяли лишь одно семейство — стемонитовые (Stemonitidaceae), однако в 2019 году была предложена новая система миксомицетов, авторы которой выделили несколько родов в семейство Amaurochaetaceae на основании анализа последовательностей гена малой субъединицы рибосомы.

## Описание
Плазмодий представляет собой афаноплазмодий. Нежный, вначале прозрачный, затем может быть белым или слегка жёлтым.
Капиллиций нитчатый, часто в виде сети, обычно тёмный.
Спороносные структуры — чаще всего спорангии, иногда эталии или псевдоэталии. Развиваются над гипоталлусом. Спорангий бывает шаровидный, эллиптический, цилиндрический, с более или менее выраженной ножкой. Карбоната кальция в спороносных структурах нет (за исключением рода Diachea).
Споры в массе тёмно-коричневые, красновато-коричневые, тёмно-фиолетовые или почти чёрные.

## Образ жизни
Широко распространены; встречаются главным образом летом и осенью на гниющем дереве, отмерших ветвях, листьях.